# María del Pino Marrero Berbel
María del Pino Marrero Berbel, conocida artísticamente como Berbel (Cartagena, 26 de marzo de 1950) es una poeta, narradora, pintora, ilustradora y fotógrafa española. Nombrada en 2021, Hija Adoptiva de Gran Canaria.

## Trayectoria
Su padre, Pedro Marrero, natural del municipio de Firgas (Gran Canaria) y de profesión militar, fue destinado a la Península, donde se casó con Consuelo Berbel, para retornar años después a Canarias, cuando Berbel contaba con ocho años de edad. La familia, antes de fijar su residencia en Gran Canaria, vivió en Toledo, en Madrid y en Córdoba. Estudió Filosofía y Letras por la Universidad de La Laguna, en Tenerife, isla donde comenzó a trabajar como profesora de Lengua y Literatura. Se dedicó a la enseñanza durante 43 años hasta su jubilación.
Berbel cuenta con formación en litografía, delineación y fotografía en la Escuela de Artes Gráficas y Oficios de Tenerife, así como obtiene títulos Directora de Cine y Guionista y Perito en Caligrafía. Se adentra en el ámbito de la creación pictórica a través de la Escuela Luján Pérez, entidad en la que comenzó como alumna cuando contaba con 14 años de edad. Allí conoció,entre otros artistas, al pintor de estilo indigenista Antonio Padrón, cuya Casa-Museo está ubicada en el municipio de Gáldar (Gran Canaria).
En 2013, pone en marcha 'El club de las poetas muertas' con el objetivo de recuperar las voces de 92 escritoras canarias del siglo XV al XX. El proyecto reunió en el Museo Poeta Domingo Rivero, de Las Palmas de Gran Canaria a escritoras y escritores de las Islas Canarias vinculados a la poesía que leyeron los trabajos de las poetas homenajeadas.
En su faceta como pintora y artista audiovisual, destaca la dirección del proyecto audiovisual 'Voces de la Escuela Luján Pérez' presentado en la Casa Museo Colón, en Las Palmas de Gran Canaria, en noviembre de 2019. Ha presentado sus trabajos pictóricos, fotográficos y de cerámica en muestras y exposiciones y ha ilustrado nueve libros de escritores canarios y cubanos.

## Reconocimientos
En 1998, recibió el accésit con el Premio de Poesía ‘Tomás Morales’, convocado por la Casa Museo Tomás Morales, dependiente del Cabildo de Gran Canaria, con el objeto de premiar obras poéticas originales e inéditas, escritas en español, por la obra 'La Grecia que hay en mí'. Seis años después, en 2005, ganó el primer galardón del Premio Internacional de Poesía Ciudad de Las Palmas, convocado por el Ayuntamiento de Las Palmas de Gran Canaria, que premia mediante concurso el trabajo original presentado por poetas de cualquier nacionalidad, con la obra titulada 'Las mil y una'.
Su trayectoria como escritora fue reconocida en un homenaje celebrado en la Casa Museo León y Castillo en Telde (Gran Canaria), en septiembre de 2019. Ese mismo mes participó como la tercera invitada al ciclo '+que musas', celebrado en Telde. En octubre de 2019, participó como autora invitada en el ciclo de la Charla Literaria 'El Ultílogo', celebrada en Gáldar (Gran Canaria). Ha sido antologada en diversas publicaciones y su obra ha sido traducida en varias idiomas, entre ellos, chino mandarín, griego clásico y wólof, lengua original de Senegal.
En 2021 recibió la distinción como Hija Adoptiva de Gran Canaria, un nombramiento que concede el Cabildo insular de Gran Canaria a personalidades de destacada trayectoria cultural y social no nacidos en la isla.
En 2025, 57 poetas de Canarias, Andalucía, también de Colombia, Chile y México le hacen un homenaje, publicando el libro Palabras para Berbel, en la editorial Horizontes Atlánticos. ISBN: 978-84-09-68286-7 

## Obra
- 1982, Apoemas del alba escarlata. Editorial Ronda (Barcelona)
- 1985, Cachos. Gráficas Aguañac
- 1999, La Grecia que hay en mí. Cabildo de Gran Canaria.  ISBN 13: 978-84-8103-213-0
- 2002, Ojos de lienzo (Historias del arte). Editora: María del Pino Marrero Berbel. ISBN 13: 978-84-607-4948-6
- 2002, Los días quebrados. Huerga y Fierro Editores. ISBN 13: 978-84-8374-392-8
- 2005, Las mil y una.  Ayuntamiento de Las Palmas de Gran Canaria. ISBN 13: 978-84-88979-73-5
- 2006, Código de barras. Asociación Cultural Litoral Elguinaguaira. ISBN 13: 978-84-89797-27-7
- 2006, Los desiertos extraños. Bailes del Sol. ISBN 13: 978-84-96225-79-4
- 2008, Los caminos del agua. Ediciones Idea. ISBN 13: 978-84-8382-713-0
- 2010, Madrid en los poetas canarios. Editorial Puentepalo.  ISBN 13: 978-84-613-9076-2
- 2013,  Fuga de relatos. Mujer y Palabra. Huerga y Fierro Editores. ISBN 13: 978-84-940666-7-2
- 2013, Ciento volando. Ediciones Vitruvio. ISBN 13: 978-84-941012-1-2
- 2017, Perdone que no me calle, Centro de la Cultura Popular Canaria, (compilado por María Gutiérrez (escritora).
- 2020, Poemas impertinentes, Mercurio Editorial, ISBN 978-84-17890-89-6
- 2020, Tendido cero, Ed. Punto Rojo, ISBN 978-84-18416-38-5